# Chirita pycnantha
Chirita pycnantha är en tvåhjärtbladig växtart som beskrevs av Wen Tsai Wang. Chirita pycnantha ingår i släktet Chirita och familjen Gesneriaceae. Inga underarter finns listade i Catalogue of Life.